# لقلق أسود العنق
اللقلق أسود العنق(Ephippiorhynchus asiaticus)، هو طير من الطيور الخواضة التي تنتمي إلى عائلة اللقلق، وهو يتواجد في كافة أنحاء آسيا الشرقية وأستراليا حيث تقيم في المناطق الرطبة.
- لون ريشها بين الأبيض والأسود أما رقبتها فلونها بين الأخضر والأزرق الفاتح الجميل والرأس أسود والمنقار طويل وأسود. ويسمى في أستراليا جابيرو رغم أن هذا الاسم لنوع أخر من اللقالق.

## الوصف

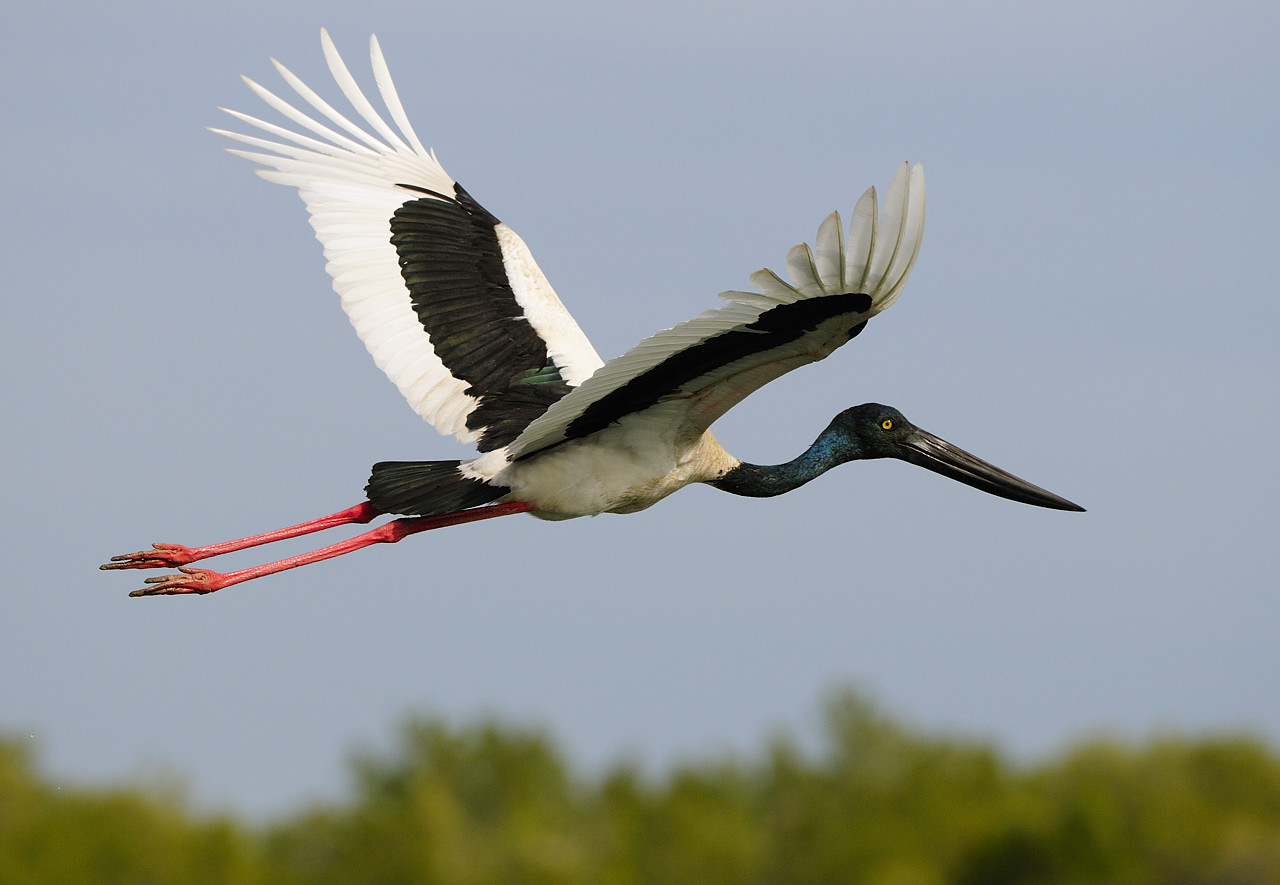
أنثى لقلق أسود العنق بالغة تحلق بالقرب من نهر ماك أرثر في الأقليم الشمالي بأستراليا

- اللقلق أسود العنق من الطيور الكبيرة التي يصل طولها بين 130-150 سم ويصل طول جناحه 230 سم ومتوسط وزنه هو 4.1 كغ، يكسوه ريش لامع مدهش في كل أنحاء جسمه :الرأس والعنق والذيل ونهاية الأجنحة بالأسود أما أسفل خلف العنق فو خليط بين الأخضر والأزرق الفاتح اللامع أو الارجواني وماتبقى فهو ريش أبيض والسيقان حمراء اللون، وهي ككل طيور فصيلة القلقية فهي تطير ورأسها ممدود إلى الأمام على عكس مالك الحزين، وعندما تهاجر يظهر لونها الأسود والأبيض والذي يشبه اللقلق الأسود.

## التوزيع
- هذا اللقلق مميز جدا ونادر محليا، ويمكن العثور عليه في الأهوار والمياه العذبة والبحيرات الكبيرة، والأنهار في بعض الأحيان وأشجار المانغروف والسهول الطينية، ويتواجد بقلة في باكستان الشرقية والغربية ويتواجد بندرة في كل من الهند وسريلانكا ويمتد إلى جنوب شرق آسيا، من خلال غينيا الجديدة وفي النصف الشمالي من أستراليا.
- وقدرت كثافته بحوالي 99 طائر في كل كيلومتر مربع من الأراضي الرطبة في ولاية أوتار براديش في الهند، وتم العثور على (8) عن ستة نظائر في كل من 29 كيلو متر في حظيرة كيلوادو الوطنية.

## السلوك والبيئة

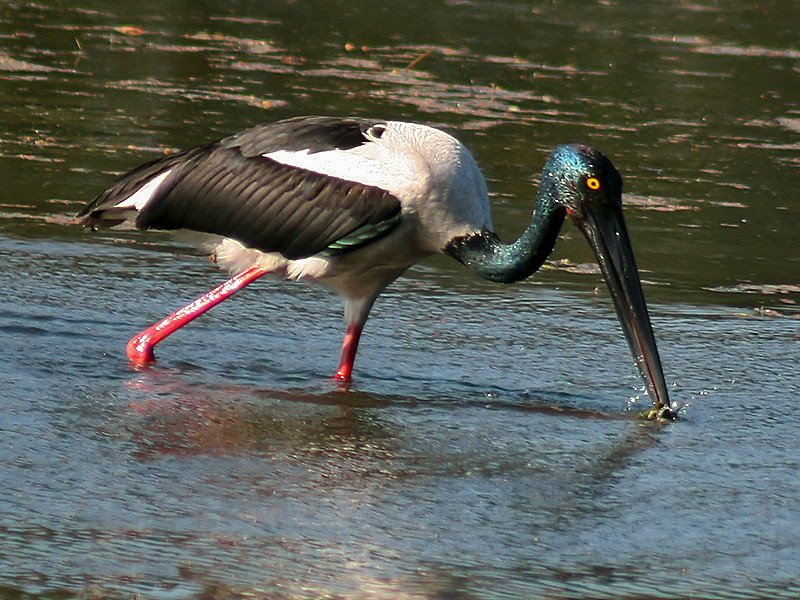
أنثى لقلق أسود العنق تشرب الماء

ويعتبر اللقلق الأسود العنق من الطيور المفترسة للطيور المائية مثل الغطاس الصغير وأبو مجروف وجاكانا مدرج الذيل وبالإضافة إلى الأسماك والبرمائيات والزواحف فهي تأكل بيض وصغار السلاحف بحيث لوحظ أنها تدفن رأسها في الرمال بالقرب من عش سلحفاة لتتناول بيض السلاحق الطازج في أستراليا.أما بالنسبة للشرب فهي بطريقة الانحناء في بحيرة أو نهر جاري والاغتراف منه مباشرة والرفع نحو الأعلى لابتلاع الماء. وفي بعض الأحيان تحمل الماء إلى أعشاشها.
- أما بالنسبة للتزاوج فإن الطائران يلتقيان ويقومان بتقديم عرض للرقص فيتصل وجههما بالأخر ويبدأن بالرفرفة بسرعة ثم بالابتعاد ويستمر العرض لمدة دقيقة ويمكن ان تتكرر العملية عدة مرات. وموسم التكاثر يكون بعد موسم الرياح الموسمية ما بين سبتمبر ويناير. ويتكون العش من الأغصان بين الأشجار المعزولة على نطاق واسع ويعتبر عش هذا الطائر من أكبر الأعشاش في عالم الطيور ويصل طوله بين 3-6 أقدام وتستمر فترة الحضانة مدة 30 يوم بالتناوب وذلك بتأدية تحية بفتح الأجنحة وعرضها صعودا ونزولا مع حركة الرأس، تعتمد الصغار على الوالدين في التغذية وبعد حوالي 3 إلى 4 أشهر تعتمد على نفسها وتبقى لمدة سنة وترحل.

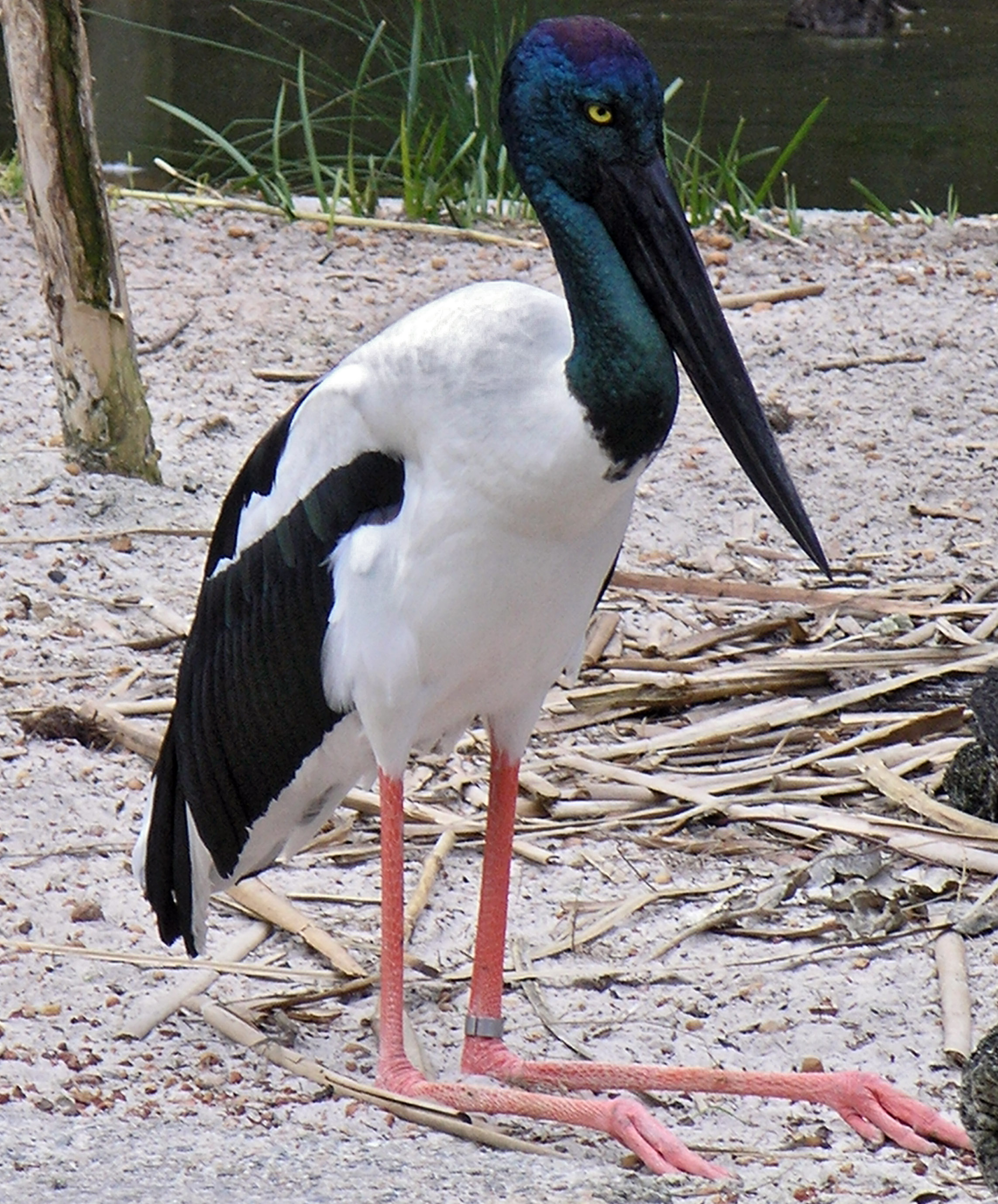
لقلق أسود العنق بستريح (حديقة

- وجد بعض هذه الطيور في منطقة بهاراتبور بالهند وهي تتنافس مع نسر الهندي الأبيض الردف بسبب فشلها في تحضير عش في العادة أو لإستغلال الطيور الكبيرة الأصغر منها وطردها بعدوانية كمالك الحزين، ولوحظ حفرها في عمق 50 سم تحت الماء وتنافس في ذلك الطيور الخواضة الأخرى التي تصل إلى 40 سم كطيور أبو ملعقة ولقلق صوفي العنق وتتفاعل مع هذه الطيور بعدوانية زائدة. كباقي اللقالق فهي من الطيور الصامتة والتي لا تصدر صوتا إلا لفترات قصيرة .

## الوضع القائم والحفاظ على النوع
- اللقلق أسود العنق ينتشر في نطاق واسع مما يجعل الناس غير قاديرين على إحصائها بشكل صحيح وتشير التقديرات على تواجد 50 طائرا في سريلانكا بينما هي قليلة في كل من تايلاند وميانمار ولاوس وكمبوديا. وبالنسبة لجنوب شرق آسيا قد يتواجد 1.000 طائر، أما بالنسبة لأستراليا فيقدر بتفاؤل ب 20.000 طائر ولكن يقترح تقديرها بعدد 10.000 طائر بأقل تحفظ ويعتبر الصيد وتجفيف المناطق الرطبة السبب في تناقص عددها. وقيمت في درجة تقييم «المهددة الأدنى» في القائمة الحمراء للأنواع المهددة بالانقراض.